# Leichtathletik-Europameisterschaften 1978/Zehnkampf der Männer

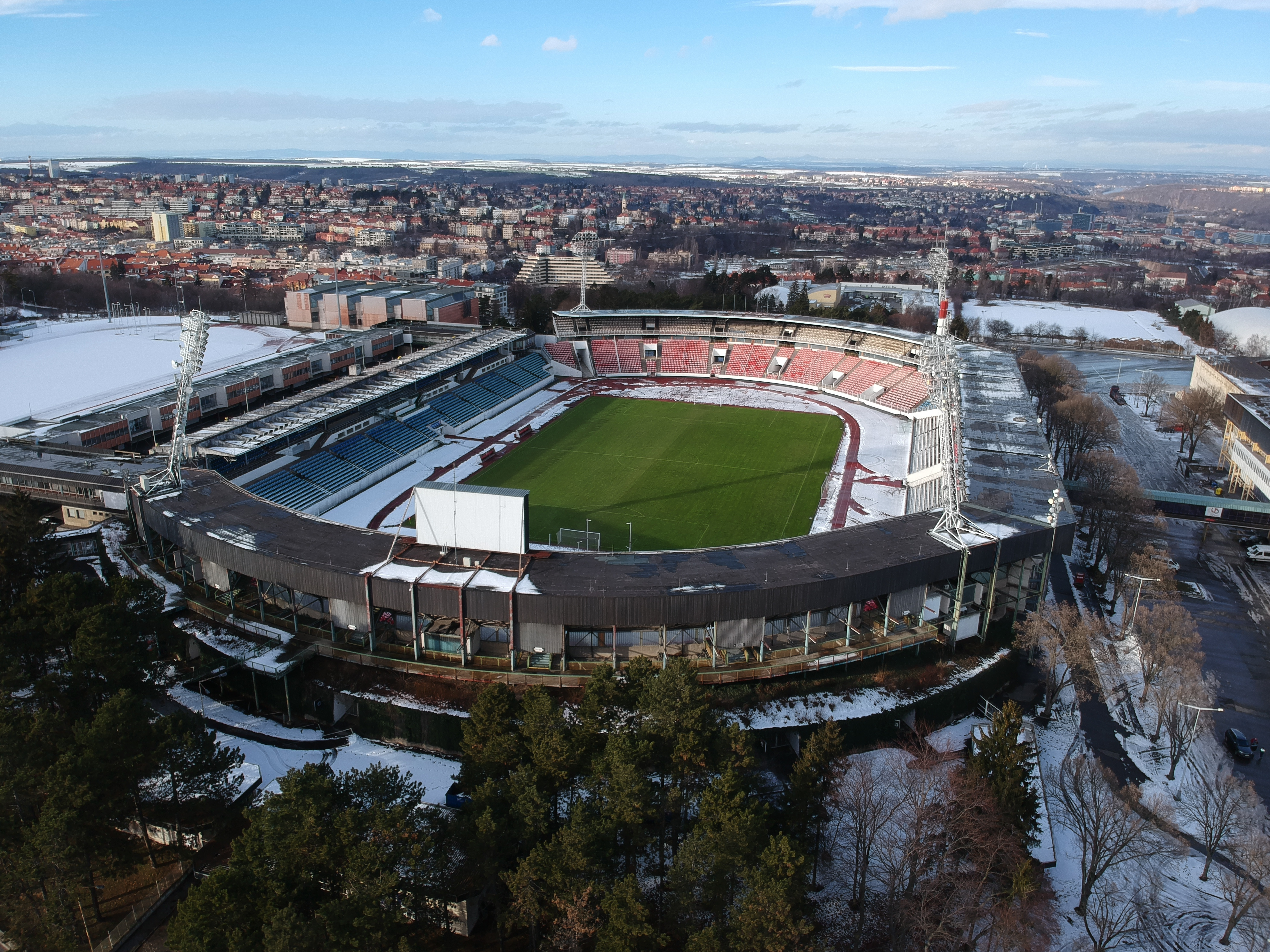
Das Stadion Evžena Rošického von Prag im Jahr 2009

Der Zehnkampf der Männer bei den Leichtathletik-Europameisterschaften 1978 wurde am 30. und 31. August 1978 im Stadion Evžena Rošického von Prag ausgetragen.
Europameister wurde der Europarekordinhaber Alexander Grebenjuk aus der Sowjetunion. Den zweiten Platz belegte der Brite Daley Thompson. Bronze ging an den DDR-Zehnkämpfer Siegfried Stark.

## Legende
Kurze Übersicht zur Bedeutung der Symbolik – so üblicherweise auch in sonstigen Veröffentlichungen verwendet:
| P  | Punkte             |
| CR | Championshiprekord |

## Rekorde

### Bestehende Rekorde
| Weltrekord           | 8618 P 1964er Wertung | 8634 P 1985er Wertung | Bruce Jenner        | OS Montreal, Kanada                | 29./30. Juli 1976    |
| Europarekord         | 8454 P 1964er Wertung | 8466 P 1985er Wertung | Alexander Grebenjuk | Riga, Sowjetunion (heute Lettland) | 2./3. Juli 1977      |
| Meisterschaftsrekord | 8207 P 1964er Wertung | 8230 P 1985er Wertung | Ryszard Skowronek   | EM Rom, Italien                    | 5./6. September 1974 |

### Rekordverbesserung
Der sowjetische Europameister Alexander Grebenjuk verbesserte den Meisterschaftsrekord im Wettkampf am 30./31. August auf 8340 Punkte nach der damals gültigen Wertung von 1964 – heutige Wertung von 1985: 8337 P. Zum Europarekord fehlten ihm 113 P, zum Weltrekord 278 P.

## Durchführung
Der Zehnkampf wurde nach denselben Regeln wie heute durchgeführt. Die zehn Disziplinen fanden auf zwei Tage verteilt statt.
- Tag 1: 30. August – 100 m / Weitsprung / Kugelstoßen / Hochsprung / 400 m
- Tag 2: 31. August – 110 m Hürden / Diskuswurf / Stabhochsprung / Speerwurf / 1500 m

Gewertet wurde nach der Punktetabelle von 1964.

## Ergebnis
30./31. August 1978
Vorbemerkungen zu den Punktewerten:

Zur Orientierung und Einordnung der Leistungen sind zum Vergleich die nach heutigem Wertungssystem von 1985 erreichten Punktzahlen mitaufgeführt. Danach hätten der siebtplatzierte Johannes Lahti und der achtplatzierte Rainer Pottel ihre Ränge tauschen müssen. Auch auf den Plätzen siebzehn – Armin Tschenett – und achtzehn – Christer Lythell – wäre die Reihenfolge umgekehrt gewesen. Aber diese Vergleiche sind nur Anhaltswerte, denn als Grundlage müssen die jeweils unterschiedlichen Maßstäbe der Zeit gelten.
| Platz | Name                  | Nation           | Punkte offiz. Wert. | Punkte 1985er Wert. |  | 100 m   | Weit- sprung | Kugel- stoßen | Hoch- sprung | 400 m   |  | 110 m Hürden | Diskus- wurf | Stabhoch- sprung | Speer- wurf | 1500 m     |
| 1     | Alexander Grebenjuk   | Sowjetunion      | 8340 CR             | 8337                |  | 11,02 s | 6,94 m       | 15,93 m       | 2,01 m       | 48,88 s |  | 14,43 s      | 48,42 m      | 4,50 m           | 67,74 m     | 4:24,4 min |
| 2     | Daley Thompson        | Großbritannien   | 8289000             | 8257                |  | 10,69 s | 7,93 m       | 14,69 m       | 2,04 m       | 47,77 s |  | 15,28 s      | 43,52 m      | 4,20 m           | 59,80 m     | 4:22,8 min |
| 3     | Siegfried Stark       | DDR              | 8208000             | 8224                |  | 11,17 s | 7,30 m       | 15,04 m       | 1,95 m       | 49,57 s |  | 15,12 s      | 44,52 m      | 4,90 m           | 69,00 m     | 4:24,0 min |
| 4     | Sepp Zeilbauer        | Österreich       | 7988000             | 7969                |  | 11,12 s | 7,32 m       | 14,81 m       | 1,92 m       | 49,55 s |  | 14,61 s      | 45,22 m      | 4,70 m           | 60,36 m     | 4;41,6 min |
| 5     | Juri Kuzenko          | Sowjetunion      | 7978000             | 7918                |  | 11,02 s | 7,24 m       | 14,82 m       | 1,98 m       | 49,23 s |  | 15,34 s      | 43,76 m      | 4,40 m           | 57,74 m     | 4:22,9 min |
| 6     | Roger Kanerva         | Finnland         | 7945000             | 7923                |  | 11,18 s | 7,22 m       | 13,32 m       | 2,01 m       | 49,62 s |  | 15,28 s      | 41,82 m      | 4,80 m           | 61,60 m     | 4:25,4 min |
| 7     | Johannes Lahti        | Finnland         | 7913000             | 7875                |  | 10,86 s | 7,08 m       | 14,06 m       | 2,07 m       | 49,64 s |  | 15,00 s      | 41,36 m      | 4,00 m           | 67,98 m     | 4:36,7 min |
| 8     | Rainer Pottel         | DDR              | 7900000             | 7883                |  | 11,05 s | 7,40 m       | 15,05 m       | 1,92 m       | 48,04 s |  | 14,89 s      | 32,80 m      | 4,90 m           | 56,24 m     | 4:29,5 min |
| 9     | Holger Schmidt        | BR Deutschland   | 7829000             | 7778                |  | 10,96 s | 7,16 m       | 15,74 m       | 1,95 m       | 49,66 s |  | 14,84 s      | 48,12 m      | 4,10 m           | 59,82 m     | 5:01,1 min |
| 10    | Yves Leroy            | Frankreich       | 7780000             | 7748                |  | 11,27 s | 7,17 m       | 14,38 m       | 1,89 m       | 49,65 s |  | 15,11 s      | 47,96 m      | 4,70 m           | 56,32 m     | 4:46,6 min |
| 11    | Thierry Dubois        | Frankreich       | 7705000             | 7664                |  | 10,99 s | 7,23 m       | 13,78 m       | 1,95 m       | 49,58 s |  | 14,97 s      | 42,82 m      | 4,00 m           | 66,80 m     | 4:54,4 min |
| 12    | Wladimir Burjakow     | Sowjetunion      | 7670000             | 7629                |  | 11,45 s | 7,12 m       | 14,01 m       | 1,95 m       | 50,20 s |  | 15,11 s      | 40,58 m      | 4,70 m           | 57,86 m     | 4:37,7 min |
| 13    | Jürgen Hingsen        | BR Deutschland   | 7640000             | 7585                |  | 11,39 s | 7,39 m       | 13,94 m       | 1,98 m       | 50,22 s |  | 15,33 s      | 39,72 m      | 4,10 m           | 58,66 m     | 4:28,5 min |
| 14    | Dietmar Schauerhammer | DDR              | 7635000             | 7548                |  | 10,81 s | 7,21 m       | 14,91 m       | 1,86 m       | 47,59 s |  | 15,02 s      | 41,96 m      | 4,00 m           | 51,70 m     | 4:52,0 min |
| 15    | Atanas Andonow        | Bulgarien        | 7590000             | 7527                |  | 11,15 s | 6,94 m       | 13,54 m       | 1,92 m       | 51,00 s |  | 14,77 s      | 41,50 m      | 4,40 m           | 58,34 m     | 4:39,4 min |
| 16    | Jaromir Fric          | Tschechoslowakei | 7516000             | 7469                |  | 11,39 s | 7,08 m       | 13,58 m       | 1,92 m       | 50,76 s |  | 15,40 s      | 45,32 m      | 4,80 m           | 52,96 m     | 4:55,0 min |
| 17    | Armin Tschenett       | Schweiz          | 7362000             | 7266                |  | 10,98 s | 7,01 m       | 13,15 m       | 1,92 m       | 48,74 s |  | 15,47 s      | 34,30 m      | 4,10 m           | 49,14 m     | 4:30,8 m   |
| 18    | Christer Lythell      | Schweden         | 7362000             | 7287                |  | 11,39 s | 7,17 m       | 13,55 m       | 1,83 m       | 50,12 s |  | 15,43 s      | 45,42 m      | 4,00 m           | 53,08 m     | 4:41,7 min |
| 19    | Elias Sveinsson       | Island           | 7317000             | 7225                |  | 11,24 s | 6,17 m       | 14,17 m       | 1,95 m       | 51,50 s |  | 15,48 s      | 43,64 m      | 4,20 m           | 57,14 m     | 4:44,8 min |
| 20    | Ludek Pernica         | Tschechoslowakei | 7290000             | 7203                |  | 11,55 s | 6,72 m       | 13,43 m       | 1,89 m       | 51,41 s |  | 15,18 s      | 42,46 m      | 4,30 m           | 48,90 m     | 4:29,6 min |
| 21    | Árpád Kiss            | Ungarn           | 7202000             | 7103                |  | 11,34 s | 6,83 m       | 14,45 m       | 1,95 m       | 51,02 s |  | 15,05 s      | 42,20 m      | 3,80 m           | 50,70 m     | 5:02,0 min |
| 22    | Kenneth Riggberger    | Schweden         | 7063000             | 6957                |  | 11,39 s | 6,62 m       | 13,46 m       | 1,80 m       | 50,15 s |  | 16,08 s      | 39,60 m      | 4,20 m           | 50,88 m     | 4:41,5 min |
| DNF   | Georg Werthner        | Österreich       |                     | 6751                |  | 11,39 s | 7,11 m       | 13,46 m       | 1,92 m       | 50,49 s |  | 15,48 s      | 35,92 m      | 4,20 m           | 68,70 m     | DNS        |
| DNS   | Guido Kratschmer      | BR Deutschland   |                     |                     |  |         |              |               |              |         |  |              |              |                  |             |            |

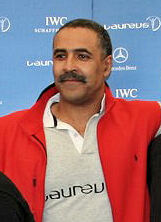
Zum ersten Mal startete Daley Thompson (hier im Jahr 2007) bei einer großen internationalen Meisterschaft und gewann Silber – später wurde er unter anderem zweimal Olympiasieger (1980/1984), zweimal Europameister (1982/1986) und eroberte den Weltrekord
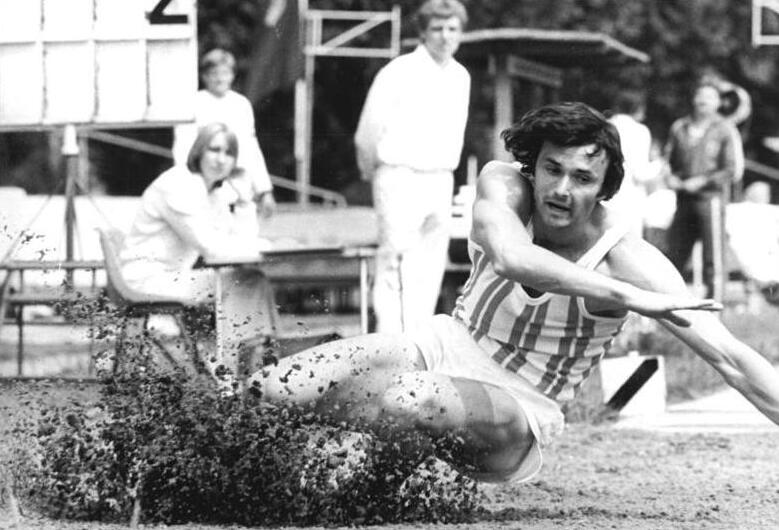
Rainer Pottel kam auf den achten Platz
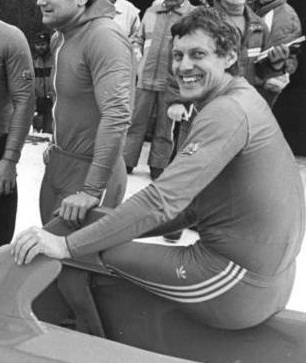
Dietmar Schauerhammer wurde Vierzehnter – später wechselte er zu den Bobfahrern und gewann dort unter anderem mehrere olympische und WM-Goldmedaillen